# 케네디 하프 달러
케네디 하프 달러(영어: Kennedy half dollar)는 1964년에 처음 주조되었으며, 미국 조폐국이 발행하는 50센트 주화이다. 암살된 제35대 미국 대통령 존 F. 케네디를 추모하기 위해 그의 사망 후 한 달여 만에 의회의 승인을 받았다. 조폐국 조각가인 길로이 로버츠와 프랭크 가스파로의 기존 작품을 활용하여 주화 틀을 신속하게 준비할 수 있었고, 새로운 주화 발행은 1964년 1월에 시작되었다.
1964년 3월에 출시되자마자 은화들은 수집가들과 고인이 된 대통령의 기념품에 관심 있는 사람들에 의해 비축되었다. 조폐국은 생산량을 크게 늘렸지만, 이 액면가는 거의 유통되지 않았다. 은 가격의 지속적인 상승은 비축을 더욱 부추겼고, 초기 케네디 하프 달러 중 상당수는 은 함량을 위해 녹여졌다. 1965년 날짜가 새겨진 주화부터 순은의 비율이 90%에서 40%로 줄었지만 (은 피복), 이러한 변화에도 불구하고 주화는 거의 유통되지 않았다.
1971년에 하프 달러에서 은이 완전히 제거되었다. 생산량은 증가했지만, 피복 주화의 유통량은 미미하게 증가했을 뿐이었다. 1980년까지 사용량은 점차 줄어들어 하프 달러는 거의 유통되지 않게 되었다. 미국 건국 200주년을 기념하기 위해 하프 달러 뒷면의 특별한 디자인이 1975년과 1976년에 발행되었다. 유통 주화 외에도 건국 200주년을 기념하는 특별 수집 주화가 은 피복으로 주조되었으며, 다임, 쿼터, 하프 달러가 90% 은으로 주조된 은 프루프 세트는 1992년에 처음 발행되었다. 2014년에는 케네디 하프 달러의 특별 50주년 기념판이 99.99% 금으로도 주조되었다.
대부분의 은행에서 유통용 하프 달러가 풍부하게 공급되고 있지만, 그 유통량은 여전히 제한적이다. 일반 유통용 케네디 하프 달러의 생산은 2001년에 일시적으로 중단되었고, 2002년부터 2020년까지 주화는 수집가들의 수요를 충족시키기 위해 생산되어 조폐국을 통해 프리미엄 가격으로 판매되었다. 2021년에 조폐국은 일반 유통용 케네디 하프 달러의 주조를 재개했다.

## 구상
1963년 11월 22일 존 F. 케네디 암살 사건 발생 몇 시간 만에 조폐국 국장 에바 애덤스는 수석 조각가 길로이 로버츠에게 전화하여 케네디를 더 큰 은화, 즉 실버 달러, 하프 달러 또는 쿼터 달러 중 하나에 묘사하는 것에 대해 심각하게 고려되고 있다고 알렸다. 애덤스는 11월 27일에 로버츠에게 다시 전화하여 프로젝트를 승인하며, 고인이 된 대통령의 미망인인 재클린 케네디가 그를 하프 달러에 묘사하기를 선호했으며, 이전 디자인인 벤저민 프랭클린을 대체하기를 원했다고 언급했다. 케네디 부인의 이유는 쿼터에 있는 조지 워싱턴을 대체하고 싶지 않았기 때문이었다.
시간을 절약하기 위해 (새로운 주화 발행은 1964년 1월에 시작될 예정이었다), 로버츠는 조폐국의 대통령 시리즈 케네디 메달에 사용하기 위해 만들었던 케네디 흉상을 수정했고, 프랭크 가스파로는 같은 메달을 위해 만들었던 뒷면 디자인을 수정하기 시작했다. 로버츠와 가스파로의 디자인 모두 케네디의 승인을 받았다. 로버츠는 케네디와 직접 만나 디자인 초기 모델을 보여주었고, 대통령은 묘사에 대해 아무런 의견을 표명하지 않았지만, 로버츠는 그를 만난 후 일부 변경을 하기로 결정했다. 조폐국이 시제품을 생산한 후, 재클린과 로버트 F. 케네디는 그것들을 보러 초대되었다. 케네디 부인은 디자인을 호의적으로 보았지만, 머리카락을 약간 변경할 것을 제안했다. 또한 대통령의 전신 또는 반신상을 프로필 대신 사용하는 것이 제안되었지만, 로버츠는 프로젝트의 시간 제약으로 인해 완전히 새로운 디자인을 제작할 시간이 충분하지 않으며, 또한 왼쪽 프로필이 더 매력적인 모습을 줄 것이라고 믿었다고 언급했다.
프랭크 가스파로의 케네디 하프 달러 뒷면 디자인은 그가 존 F. 케네디 대통령 감사 메달을 디자인하면서 얻은 경험의 영향도 받았다. 1962년 케네디 대통령은 필라델피아 조폐국에서 300개의 감사 메달을 주조하여 1963년 6월 23일부터 7월 2일까지 독일 연방 공화국, 독일 (서베를린), 아일랜드, 영국, 이탈리아, 바티칸 시국 방문 중에 증정했다. 케네디 감사 메달의 뒷면 디자인은 조폐국 대통령 시리즈 (존 F. 케네디 대통령 취임 메달로 알려진 조폐국 대통령 시리즈 재고 메달 #135)에 그가 디자인한 것보다 더 크고 자세한 대통령 인장을 묘사한다. 가스파로의 이니셜 FG 위치도 케네디 감사 메달과 케네디 하프 달러 모두에서 유사하게 (독수리 오른쪽 다리 아래에) 위치한다.
최종 디자인 변경 후 25년 이내에 어떠한 디자인 변경도 의회의 승인이 필요했다. 12월 초, 헨리 곤잘레스 하원 의원(민주당-텍사스)은 케네디를 하프 달러에 묘사하는 법안을 발의했다. 12월 10일, 새로운 대통령 린든 존슨은 케네디 하프 달러 요구를 지지하며, 1964년 초에 새로운 주화 발행을 시작할 수 있도록 의회가 신속히 법안을 통과시켜 줄 것을 요청했다. 존슨 대통령은 많은 대중으로부터 온 편지에 감동하여 이 계획에 동의했다고 밝혔다. 케네디 하프 달러를 승인하는 법안은 1963년 12월 30일에 통과되었다. 주화 틀 작업은 이미 진행 중이었고, 이미 사용 가능한 디자인을 활용하여 1964년 1월 2일에 첫 번째 틀을 완성할 수 있었다. 처음에는 프루프 주화만 주조되었다. 유통을 위한 첫 케네디 하프 달러는 1964년 1월 30일 덴버 조폐국에서 주조되었고, 다음 주에는 필라델피아 조폐국에서 주조되었다. 1964년 2월 11일 필라델피아와 덴버 모두에서 기념 첫 주조 행사가 열렸다.

## 발행

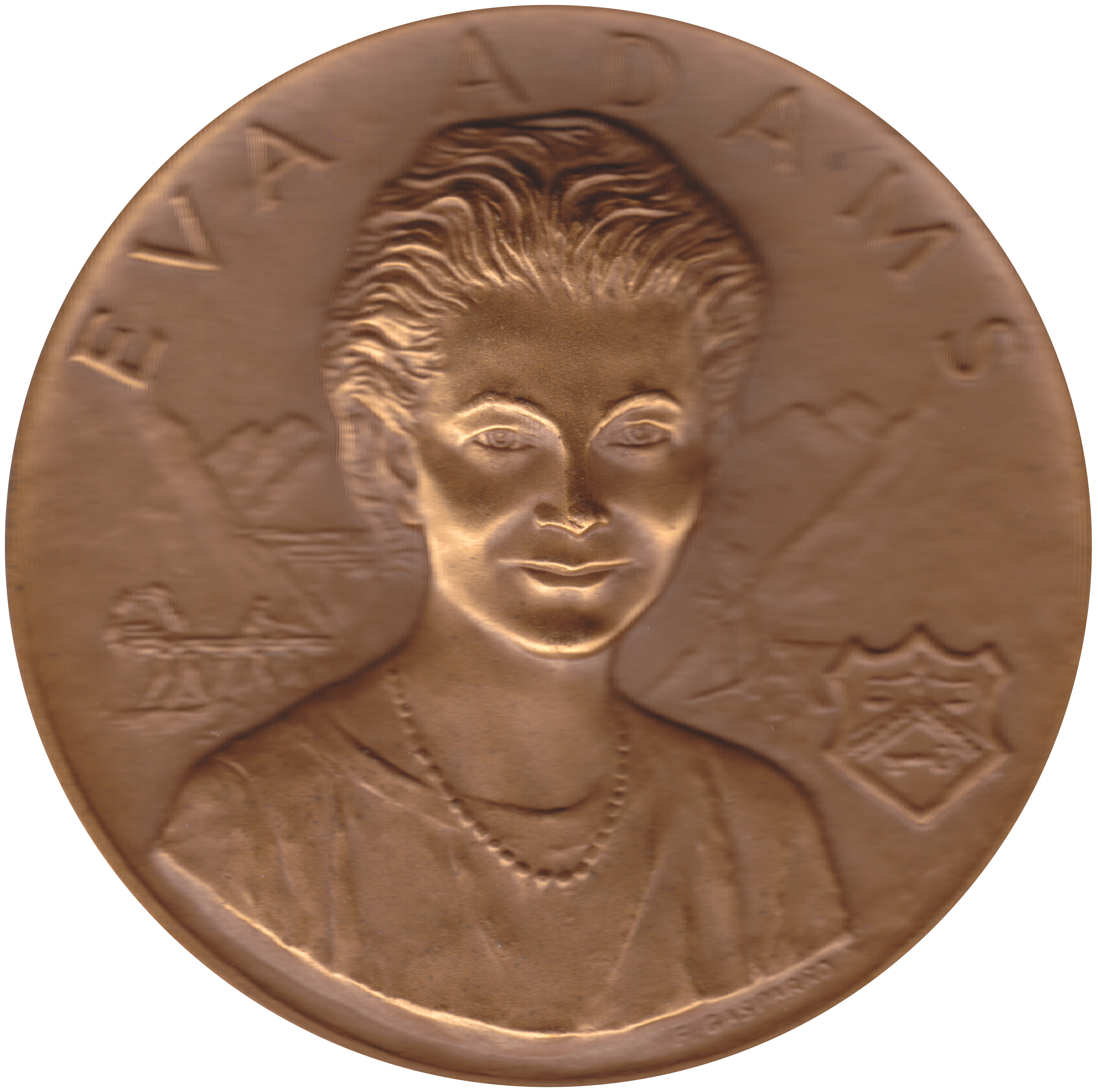
조폐국 국장 에바 애덤스(가스파로 디자인 메달에 그려진 모습)는 케네디 하프 달러 발행에 중요한 역할을 했다.

### 초기 인기
재무부는 1964년 3월 24일부터 대중에게 주화를 공급하기 시작했다. 워싱턴 재무부 창구에는 70,000개의 주화가 처음으로 대중 판매를 위해 할당되었는데, 이를 구매하기 위해 한 블록 길이의 줄이 늘어섰다. 재무부는 고객당 40개로 판매를 제한했지만, 하루가 끝날 무렵 주화는 모두 소진되었고 줄은 줄어들지 않았다. 보스턴과 필라델피아의 은행들은 빠르게 공급량을 배급했지만, 정오까지 모두 팔렸다. 뉴욕에서의 판매는 다음 날까지 시작되지 않았고, 그곳에서도 배급이 시행되어, 도시에서 가장 큰 판매상인 김벨스의 주화 부서장은 불만을 표했다. 김벨스는 주화를 프리미엄 가격으로 판매할 수 있기를 바랐다.
주화는 해외에서도 인기가 많았다. 아프리카 담당 국무차관보 G. 멘넨 윌리엄스는 아프리카 국가들의 대통령과 외무장관, 그리고 그곳에 근무하는 미국 대사들에게 플라스틱 케이스에 담긴 견본을 배포하여 "아프리카에서 미국을 위한 친구를 얻기" 위함이라고 했다. 주화가 출시된 직후, 덴버 조폐국은 새로운 주화가 케네디의 잘린 흉상 바닥에 낫과 망치를 묘사하고 있다는 불만을 받기 시작했다. 이에 로버츠는 문제의 디자인 부분은 사실 그의 모노그램인 양식화된 "GR"이라고 밝혔다.
조폐국은 압도적인 수요를 충족시키기 위해 케네디 하프 달러를 대량으로 주조했다. 재무부는 처음에 1964년에 9천1백만 개의 하프 달러를 발행할 계획이었으나, 그 숫자를 1억 4천1백만 개로 늘렸다. 그러나 이러한 증가에 대한 대중 발표는 실제로 더 많은 주화를 유통시키거나 2차 시장 가격을 낮추는 데 실패했다. 11월 말까지 조폐국은 약 1억 6천만 개를 주조했지만, 주화는 거의 유통되지 않았다. 은 가격이 상승하고 있었고, 대부분의 주화는 비축되고 있었다. 1964년 날짜가 새겨진 주화를 더 많이 발행하면 투기를 막을 수 있을 것이라는 희망으로, 재무부는 1965년에도 1964년 날짜가 새겨진 주화를 계속 주조할 수 있도록 의회 승인을 받았다. 결국, 1964년 날짜가 새겨진 하프 달러는 거의 4억 3천만 개가 주조되었는데, 이는 프랭클린 하프 달러 시리즈의 16년 동안 유통을 위해 주조된 총량보다 많은 수치이다.
이러한 주조 작업은 재무부의 은 재고를 빠르게 고갈시켰다. 금속 가격은 6월 초까지 시장 가격으로 10센트 동전 하나에 9.33센트 상당의 은이 포함될 정도로 상승했다. 1965년 6월 3일, 존슨 대통령은 다임과 쿼터에서 은을 제거하고 순수 구리층 양쪽에 구리-니켈 피복 샌드위치를 사용하는 계획을 발표했다. 하프 달러는 90% 은에서 40%로 변경되었다. 의회는 7월에 1965년 주화법을 통과시켰다. 새로운 하프 달러는 외층이 80% 은과 20% 구리였기 때문에 은색 외관을 유지했다. 이 주화는 또한 21% 은과 79% 구리의 내층으로 주조되었다. 최초의 은 피복 하프 달러는 1965년 12월 30일 덴버 조폐국에서 1965년 날짜로 주조되었다. 주화 부족이 완화될 때까지 모든 미국 주화의 날짜는 변경되지 않았다. 1966년 8월 1일부터 조폐국은 1966년 날짜가 새겨진 주화를 주조하기 시작했고, 그 후 매년 현재 연도 날짜를 각 주화에 주조하는 정상적인 관행을 재개했다. 주화 부족이 끝났다고 선언되었음에도 불구하고, 케네디 하프 달러는 거의 유통되지 않았다. 이는 계속되는 비축과 생산량 감소로 인한 희소성 때문이었고, 재무부는 유통되지 않는 주화에 국가의 은 보유량을 더 이상 지출하는 것을 꺼려했다. 동전 딜러이자 화폐학 저술가인 Q. 데이비드 보워스에 따르면,
 "수억 개의 주화가 어디로 갔는지 오늘날까지도 미스터리로 남아있다. 그 사이에 1932년부터 같은 디자인이 사용된 워싱턴 쿼터는 유통 사용 측면에서 가장 높은 가치의 주화가 되었다. 이것들은 특히 자동판매기, 아케이드 게임 등에서 인기가 있었다. 오늘날에도 이러한 상황은 계속되고 있으며, 케네디 하프 달러뿐만 아니라 후기의 미니 달러 주화도 거의 볼 수 없다."

### 비금속으로의 전환

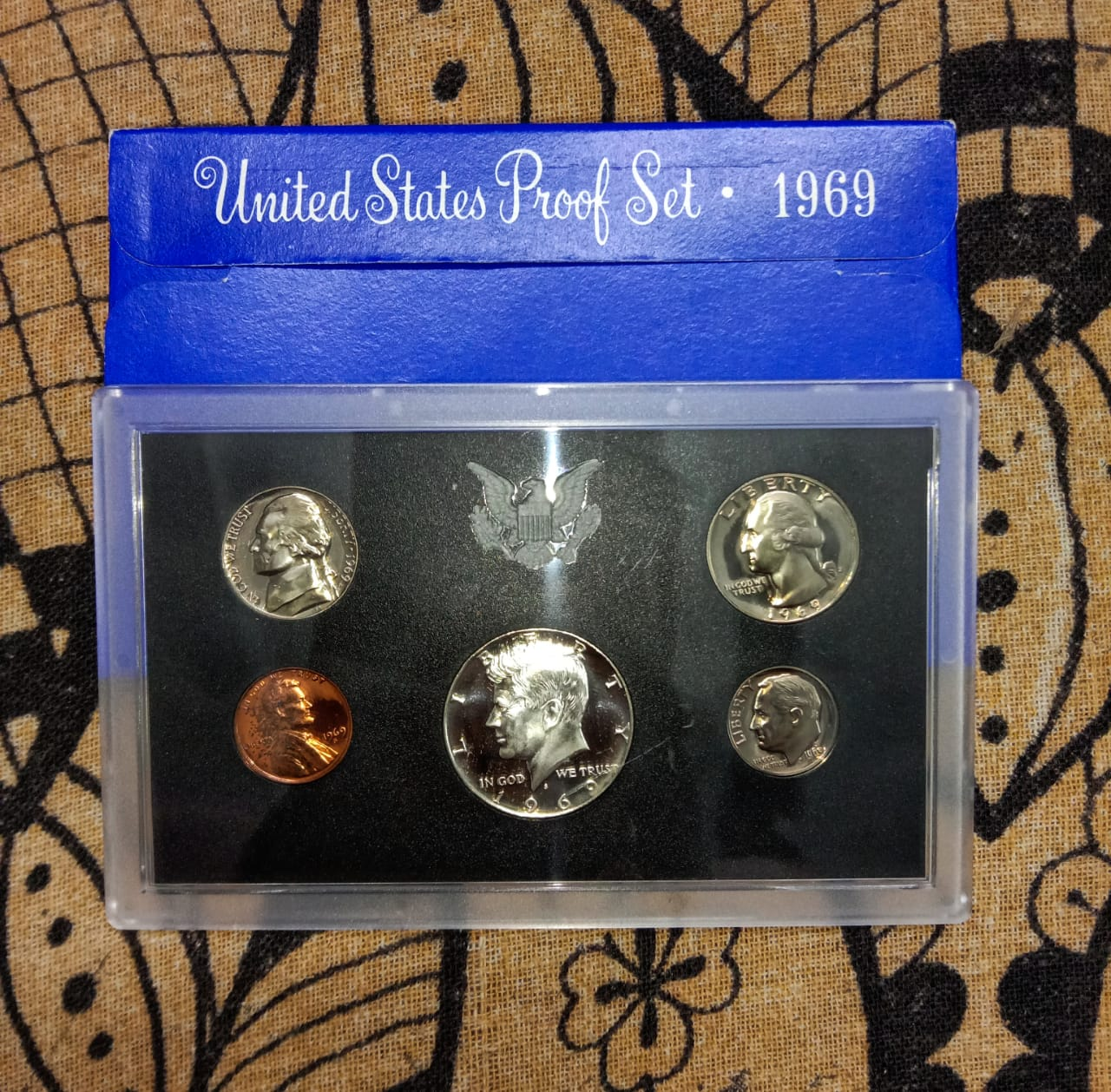
1969년 미국 조폐국 프루프 세트 5개 중 중앙에 있는 40% 은 케네디 하프 달러를 포함한다.

1969년 5월, 재무부는 하프 달러의 은 함량을 제거하고 다임 및 쿼터와 동일한 구리-니켈 피복 구성으로 변경하는 승인을 요청했다. 재무부는 또한 서부 카지노의 게임 토큰 수요를 충족시킬 구리-니켈 피복 1달러 주화를 주조하는 승인도 요청했다. 전 대통령 드와이트 아이젠하워가 최근 사망했고, 새로운 1달러 주화에 아이젠하워의 초상을 넣는 것에 대한 논의가 있었다. 재무부는 은 함량이 제거되면 1달러 주화가 비축되지 않고 다시 유통될 것이라고 기대했다. 리처드 닉슨 대통령의 지지에도 불구하고, 하원의 일부 공화당 의원들은 아이젠하워를 비금속 주화에 묘사하는 아이디어를 싫어하여 처음에 법안을 무산시켰다. 이 분쟁은 1년 이상 계속되었고, 1970년 12월 31일 닉슨 대통령이 아이젠하워 달러 생산을 승인하고 하프 달러의 나머지 40% 은 함량을 제거하는 법안에 서명했다. 지연의 결과로, 1970년에는 미사용 (프루프가 아닌) 하프 달러가 덴버 조폐국에서만 주조되었고, 민트 세트에만 포함되었다. 210만 개의 주조량으로, 1970-D 케네디 하프 달러는 시리즈의 "핵심" 주화로 간주되지만, 가격이 적당하게 유지될 만큼 충분히 생산되었다. 비축과 세트 부족 가능성을 피하기 위해 조폐국은 민트 세트 주문이 마감될 때까지 1970년 하프 달러가 유통용으로 주조되지 않을 것이라고 발표하지 않았다.
하프 달러에서 은이 완전히 제거되고 비금속 주화가 1971년에 발행될 무렵, 너무 오랫동안 유통되지 않아 일부 은행에서는 해당 액면가의 슬롯을 기기에서 제거하기도 했다. 조폐국은 이 액면가가 극적으로 부활할 것이라고 예상했지만, 1971년에 피복 주화가 발행된 후 하프 달러 사용량은 미미하게 증가했을 뿐이었다. 1971년 7월, 조폐국 국장 메리 브룩스는 상업 은행들이 새로운 비금속 하프 달러 주문에 거의 관심이 없어서 재무부가 2억 개의 새로운 하프 달러를 보유하고 있다고 밝혔다. 브룩스는 "사람들을 이해할 수 없다. 그들은 그것을 사용하지 않는다"고 말했다. 브룩스에 따르면, 10억 개가 넘는 은 케네디 하프 달러 대부분은 대중이 비축해 두었다. 브룩스는 은 케네디 하프 달러가 거의 유통되지 않았고, 새로운 피복 주화의 승인을 예상하여 1970년에는 하프 달러가 거의 주조되지 않았기 때문에, 대중은 하프 달러가 거래에서 보이지 않는 것에 익숙해졌다고 추론했다. 브룩스는 "만약 나라가 주화가 많이 있다는 것을 알았다면, 그들도 아마 비축하기 시작했을 것"이라고 제안했다.

### 건국 200주년 기념 발행 (1975–1976)

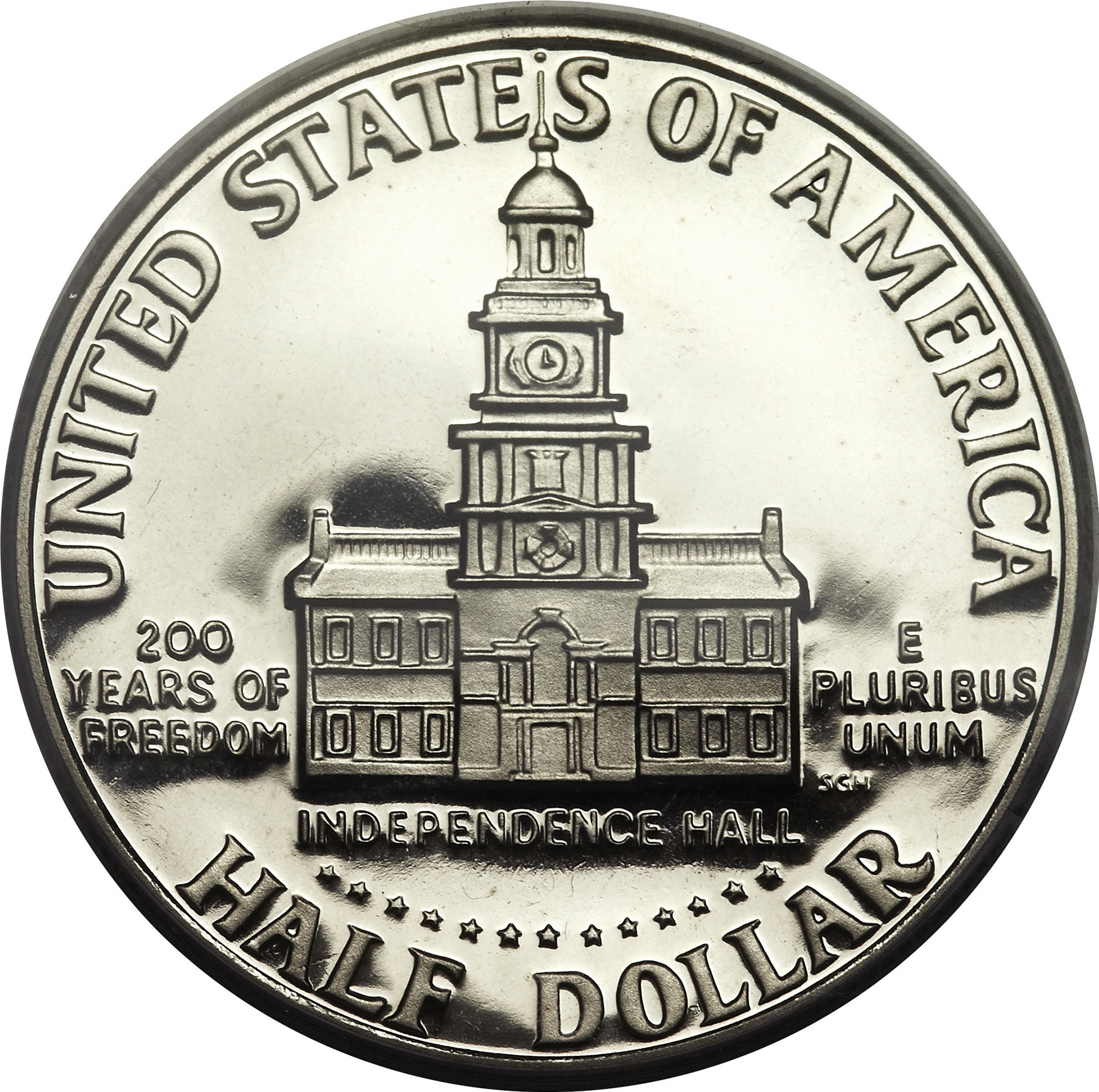
하프 달러 건국 200주년 기념 뒷면

1973년 3월 5일, 브룩스는 조폐국이 1976년 미국 200주년을 기념하기 위해 하프 달러와 1달러 주화의 새로운 뒷면 디자인을 공모할 것이라고 발표했다. 10월 18일, 닉슨 대통령은 쿼터, 하프 달러, 1달러 주화의 새로운 뒷면 디자인을 제공하는 공법 93-127에 서명했다. 디자인은 건국 200주년 시대를 상징해야 했다. 조폐국은 모든 미국 조각가들에게 공개 경쟁을 발표했다. 독립기념관을 묘사한 세스 G. 헌팅턴의 디자인이 하프 달러로 선정되었다. 1975년과 1976년에 주조된 모든 하프 달러에는 앞면에 1776-1976의 이중 날짜와 뒷면에 헌팅턴의 디자인이 새겨졌다. 덴버와 필라델피아 조폐국에서 유통을 위해 5억 2천1백만 개 이상의 건국 200주년 하프 달러가 주조되었다.
건국 200주년 기념 주화의 높은 주조량 이후, 연간 주조되는 하프 달러의 수는 감소했다. 그러나 1979년, 조폐국 국장 스텔라 B. 해클은 조폐국이 계속해서 하프 달러를 주조할 것이라고 밝혔다. "우리는 상업적으로 많은 하프 달러가 사용된다고 생각하지 않는다. 하지만 어딘가로 가고 있으니, 누군가는 그것들을 원할 것이다." 그 당시, 1964년 이후로 25억 개 이상의 케네디 하프 달러가 주조되었는데, 이는 이전에 주조된 모든 미국 하프 달러를 합친 것보다 많은 수치이다. 뉴욕 타임스의 화폐학 칼럼니스트 에드 라이터는 비금속 시대에도 비축이 계속되어 상업용 하프 달러의 부족을 초래했다고 주장했다. 1979-80년의 은 가격 폭등은 비축되었던 1964-1969년 은 케네디 하프 달러의 판매 및 파괴를 크게 증가시켰다. 기록적인 은 가격 상승은 특히 하프 달러와 은화의 금속 함량을 위한 대규모 용해를 야기했다.

### 유통용 주조 일시 중단
케네디 하프 달러는 20세기 내내 계속 주조되었고, 필라델피아 조폐국과 덴버 조폐국 모두에서 주조량은 상대적으로 일정하게 유지되었다. 1987년까지는 유통용 하프 달러가 주조되지 않은 해였다. 재무부가 2년치 재고를 축적하여 더 이상의 생산이 불필요했기 때문이었다. 하프 달러에 대한 수요가 감소했고, 카지노(주로 사용되던 곳)는 주화 대신 50센트 칩을 increasingly 생산하기 시작했다. 주조량이 계속 낮게 유지되면서, 2002년부터 케네디 하프 달러는 일반 유통용으로 주조되지 않게 되었다. 해당 연도의 롤과 봉투는 여전히 액면가보다 높은 프리미엄 가격으로 조폐국에서 구매할 수 있었다. 케네디 하프 달러는 2021년에 일반 유통용으로 다시 생산되기 시작했다.

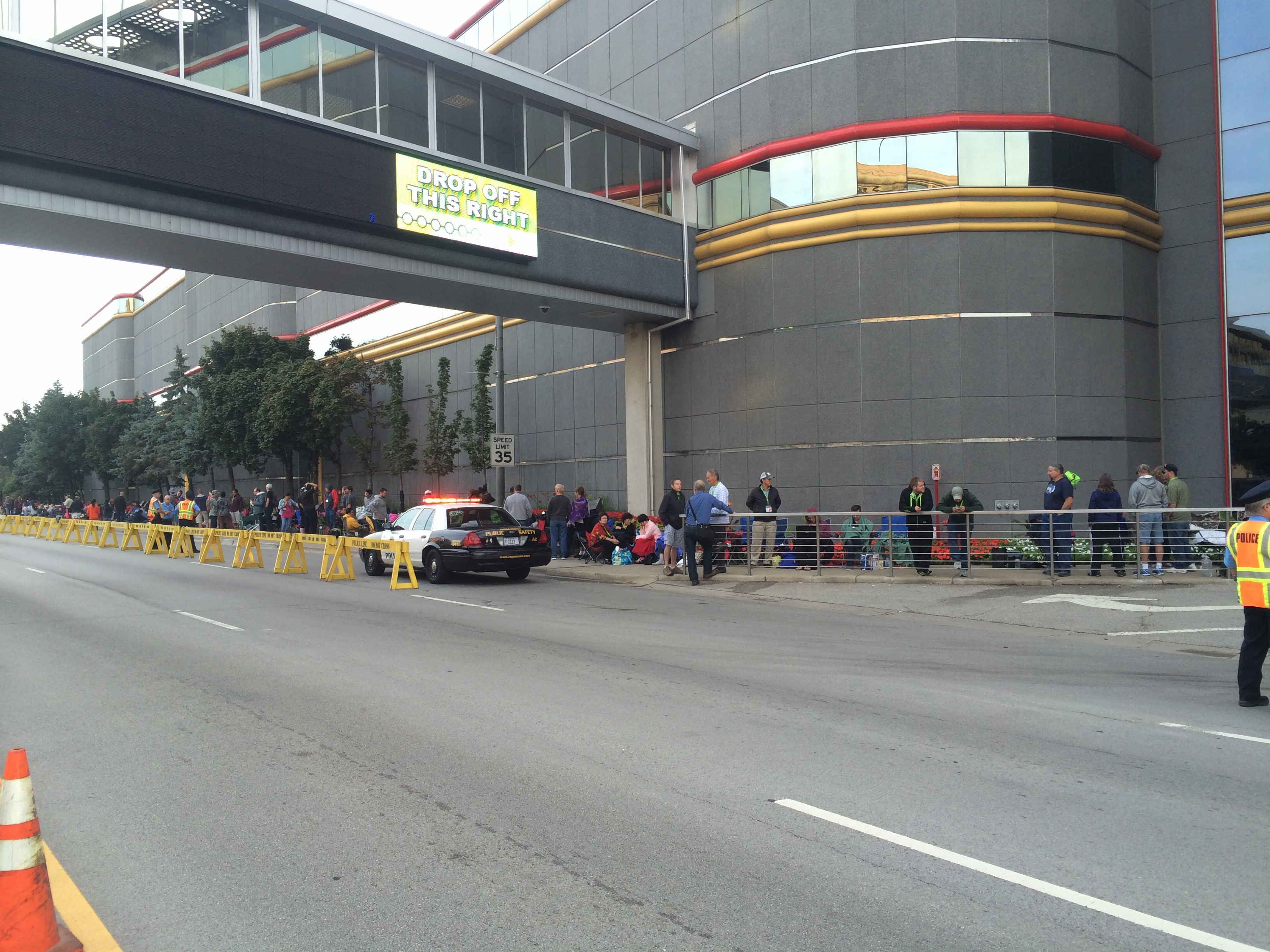
2014년 8월, 새로운 금 케네디 하프 달러를 사기 위해 줄을 선 사람들

### 2014년 50주년 기념 발행
2014년 1월, 조폐국을 대리하는 한 민간 기업이 케네디 하프 달러 50주년 기념 특별 발행에 대한 가능한 옵션에 대해 고객 설문조사를 시작했다. 6월에 조폐국은 시리즈 50주년을 기념하기 위해 7개의 특별 2014년 케네디 하프 달러를 발행할 계획을 발표했다. 이 중 두 개는 피복 주화로 필라델피아와 덴버에서, 네 개는 은화로 필라델피아, 덴버, 샌프란시스코, 그리고 웨스트포인트 조폐국에서, 그리고 한 개는 .9999 금화로 웨스트포인트에서 발행될 예정이었다. 피복 주화와 은화는 일반 날짜가 새겨져 있고, 금화는 1964–2014의 이중 날짜가 새겨져 있다. 모두 일반 발행 주화보다 높은 부조로 되어 있다. 금화는 2014년 8월 5일 일리노이주 로즈먼트에서 열린 미국 화폐학회 대회와 함께 출시되었다.

### 계획된 재설계
도널드 트럼프 대통령이 서명한 2020년 유통 수집용 주화 재설계법(Pub.L. 116–330)은 미국 독립선언 250주년을 기념하는 미국 건국 250주년을 위해 2026년에 재설계를 허용한다. 2027년부터 2030년까지 매년 패럴림픽 스포츠를 묘사하는 뒷면 디자인이 하나씩 나올 예정이다. 앞면은 2027년에 재설계될 수 있으며, 2030년 이후인 2031년부터는 케네디의 시각적 이미지를 계속 유지할 예정이다.

## 수집

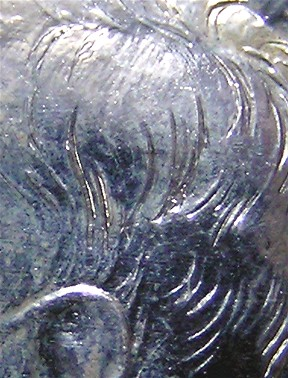
초기 케네디 하프 달러 프루프 주화에 나타난 굵게 강조된 머리카락 선을 상세히 보여주는 근접 사진

1965년부터 1967년까지를 제외하고, 프루프 주화는 매년 일반 발행 주화와 동일한 금속 구성으로 주조되었다. 최초의 케네디 하프 달러 프루프 주화는 1964년 1월 초에 주조되었다. 초기 주화들은 케네디의 머리카락을 매우 강조하여 묘사했으며, 이러한 특징을 가진 주화는 약 100,000개가 주조된 것으로 추정된다. 이는 거의 400만 개에 달하는 나머지 프루프 주화 주조 시에는 변경되었다. 주화 부족으로 인해 재무부는 1965년에는 프루프 세트를 주조하지 않을 것이라고 발표했다. 대신 수집가들의 수요를 충족시키기 위해 스페셜 민트 세트가 주조될 예정이었다. 이 세트용 주화는 샌프란시스코 시험소에서 1966년 초에 1965년 날짜로 고도로 광택 처리된 틀로 주조되었으며 민트 마크는 없었다. 1966년과 1967년 날짜가 새겨진 유사한 세트도 주조되었다. 스페셜 민트 세트의 1966년 하프 달러 중 일부는 뒷면에 가스파로의 이니셜 "FG"가 없는 것으로 알려져 있는데, 이는 틀이 너무 많이 광택 처리되었기 때문인 것으로 보인다. 첫 해 생산분은 부드러운 플라스틱 포장으로 판매되었고, 1966년과 1967년 발행분은 단단한 플라스틱 케이스에 초음파 밀봉되었다. 1968년에는 일반 프루프 주화 주조가 재개되었지만, 프루프 주화 생산은 샌프란시스코로 옮겨졌고, "S" 민트 마크가 추가되었으며 세트는 단단한 플라스틱에 봉인되었다.
1973년 의회는 건국 200주년 기념 주화의 은 피복 수집가용 버전을 승인했으며, 1975년 4월 조폐국은 이를 주조하기 시작했다. 이 주화는 프루프와 미사용 품질로 모두 발행되었다. 구리-니켈 피복 건국 200주년 기념 주화는 1975년과 1976년 프루프 세트에 모두 포함되었고, 은 피복 주화는 3개 주화 세트로 판매되었다. 1992년부터 조폐국은 특별 은 프루프 세트에 포함하기 위해 90% 은 케네디 하프 달러를 주조했다. 1964년 프루프 주화는 필라델피아에서 주조되었고, 1968년부터 프루프 주화는 샌프란시스코에서만 주조되었다. 1998년에는 일부 은 프루프 주화가 무광 마감으로 주조되어 로버트 F. 케네디 기념 은화와 함께 세트로 포함되었다. 2005년부터 2010년까지 민트 세트에 포함된 미사용 주화는 무광 마감 처리되어 봉투와 롤에 판매되는 주화와 차별화되었다.
액센티드 헤어(Accented Hair) 변형 외에도, 희소성 때문에 큰 관심을 받는 케네디 하프 달러의 한 변형은 1964년 스페셜 민트 세트('SMS') 하프 달러이다. 2000년대부터 현재까지 약 '10여 개'의 예시가 발견되었으며, 잘 정의된 주조와 틀 연마 선을 가진 '새틴 마감'을 특징으로 한다. 이는 현재까지 알려진 케네디 하프 달러의 비오류 변형 중 가장 희귀하다.
이 변형의 예시는 일반적으로 상당한 금액에 거래된다. 1964년 스페셜 민트 세트 하프 달러는 2016년에 47,000달러에 팔렸다.
1998년에는 로버트 F. 케네디를 기념하는 은화와 함께 "케네디 수집가 세트"의 일환으로 특별 "무광 마감" 케네디 하프 달러가 발행되었다. 1998-S 무광 마감 주화는 62,000개에서 64,000개 사이로 발행되어 시리즈 중 가장 낮은 주조량을 기록했다.
프루프 주화와 2002년부터 2020년까지 발행된 주화와 같이 유통을 목적으로 하지 않는 하프 달러는 가끔 유통되기도 한다. 이러한 주화들은 수집가들에 의해 주화 롤 헌팅을 통해 발견되기도 하며, NIFC("Not Intended for Circulation"의 약자)라고 불린다.
2019년에는 아폴로 11호 50주년 기념 하프 달러와 함께 특별 세트에 강화 리버스 프루프 케네디 하프 달러가 포함되었다. 이 특별 케네디 하프 달러는 최대 100,000개로 한정 주조되었으며 매진되었다.

## 같이 보기
- 케네디 하프 달러 주조량
- 존 F. 케네디의 문화적 묘사
- 미국 달러 주화
- 빅 니켈, 온타리오주 그레이터 서드베리에 있는 주화 기념비로, 한때 케네디 하프 달러의 유사한 대형 복제품과 함께 짝을 이루었다.

## 참고 문헌
- Lange, David W. (2006). 《History of the United States Mint and its Coinage》. Atlanta: Whitman Publishing. ISBN 978-0-7948-1972-9.
- Gomez, Darryl A. (2015). 《Authoritative Numismatist Reference: Presidential Medal of Appreciation Award Medals 1958 - 1963》. Charleston, SC: CreateSpace. ISBN 978-1511786744.
- Taxay, Don (1983) [1966]. 《The U.S. Mint and Coinage》 reprint판. New York: Sanford J. Durst Numismatic Publications. ISBN 978-0-915262-68-7.
- Tomaska, Rick (2011). 《A Guide Book of Franklin & Kennedy Half Dollars》. Atlanta: Whitman Publishing. ISBN 978-0-7948-3243-8.
- 틀:Yeoman-2014